# 尚巴志王
尚巴志（琉球語：／  ?；1372年—1439年6月1日），他是尚思紹王之子，也是第一尚氏王朝第二代國王和統一後琉球的第一代琉球国王，1421年至1439年6月1日在位。神号勢治高真物（琉球語：〔〕／ ）。
尚巴志於1372年（明洪武5年）生於南山王國佐敷城，其父為佐敷按司。根據《中山世譜》記載，尚巴志身高不滿五尺，因此被人稱為「佐敷小按司」。
而尚巴志在少年时即有才名。一次，年輕的尚巴志遊於與那原地區，請當地的鐵匠為他鑄造了一把名劍。一艘滿載鐵塊的外國商船來到與那原貿易時，認定此劍是不可多得的寶劍，用整船的鐵同尚巴志做交易。尚巴志得到了這些鐵，將其全部用於父親所轄的佐敷領地百姓農具的鑄造中，從此佐敷逐漸開始有了同沖繩本島其他勢力爭雄的資本。
1392年（洪武25年），父尚思紹退隱，令尚巴志繼承佐敷按司之位。1398年，巴志與島尻大里城按司汪英紫合謀，擊敗南山王承察度，助汪英紫奪得南山國的王位，並與之結為同盟。
1406年，巴志見中山王武寧統治苛暴，起兵击败中山王武宁，夺取中山王位，在首里城奉其父为名义上的中山王，自己执掌国政。1416年灭北山国，并任命其次子尚忠为北山监守。1422年其父死，继位为王。1424年（永樂22年）春，遣使至明告父喪，次年接受明朝冊封，正式成為中山王。
1429年对南山国发动战争，擒殺南山王他鲁每，灭亡南山国，琉球王國第一個統一王朝第一尚氏王朝建立。1430年（中国明宣宗宣德五年），明宣宗以柴山為使，正式承认他统一三山，赐姓“尚”（琉球語：／ ），賜國號「琉球」。從此以後，中山王國更名為琉球國。
尚巴志王在位期间，任命華僑懷機為攝政，從明朝引進先進文化。同時在懷機的主持下建造了首里城，修建那霸港。琉球国对中国、朝鲜、日本、南洋各国的贸易兴盛，为琉球国的繁荣奠定了基础。
尚巴志死後，懷機在首里城附近建立天山陵以安葬他的遺體，自己則將住宅建在天山陵前以守其墓。但如今尚巴志與尚忠、尚思達合葬於讀谷村的喜名，稱「尚巴志王三代之墓」。其原因是1469年第一尚氏王朝滅亡，第二尚氏王朝建立後，尚圓王的支持者將天山陵縱火焚毀，將尚巴志、尚忠、尚思達三位國王的遺骨遷往讀谷山間切伊良皆的佐敷森。
另有一種說法是，尚巴志死後，南山王和北山王的後代欲將其挫骨揚灰以洩憤。其侄兒平田子和屋比久子事先得知了此事，將尚巴志的遺骨悄悄運往讀谷山間切伊良皆埋葬。

## 紀念
由2002年起，每年11月於沖繩縣的南城市，均舉行《尚巴志半程馬拉松》以作紀念。

## 家族
- 父 尚思紹王
- 母 美里子的女儿

- 配偶：[6]
  - 第一夫人：美里伊波按司之女
  - 第二夫人：南山高嶺按司之女
  - 妻：讀谷間切座喜味的祝女
  - 妾：讀谷間切喜名東松田的祝女

- 子女（共八子一女）：[6]
  - 尚忠（初代北山監守、後來成為第三代琉球国王）
  - 尚布里
  - 尚金福（第五代琉球国王）
  - 尚泰久（為第七子，第六代琉球国王）

## 腳註
1. ↑  .   [2012-05-29]. （原始内容存档于2011-08-14）.
2. ↑   的存檔，存档日期2008-10-25.
3. ↑  .   [2011-10-07]. （原始内容存档于2012-05-05）.
4. ↑  .   [2011-10-07]. （原始内容存档于2016-03-04）.
5. ↑   的存檔，存档日期2012-07-22.
6. 1 2  .   [2011-10-07]. （原始内容存档于2016-03-06）.